# The Gap (Nova Gales do Sul)

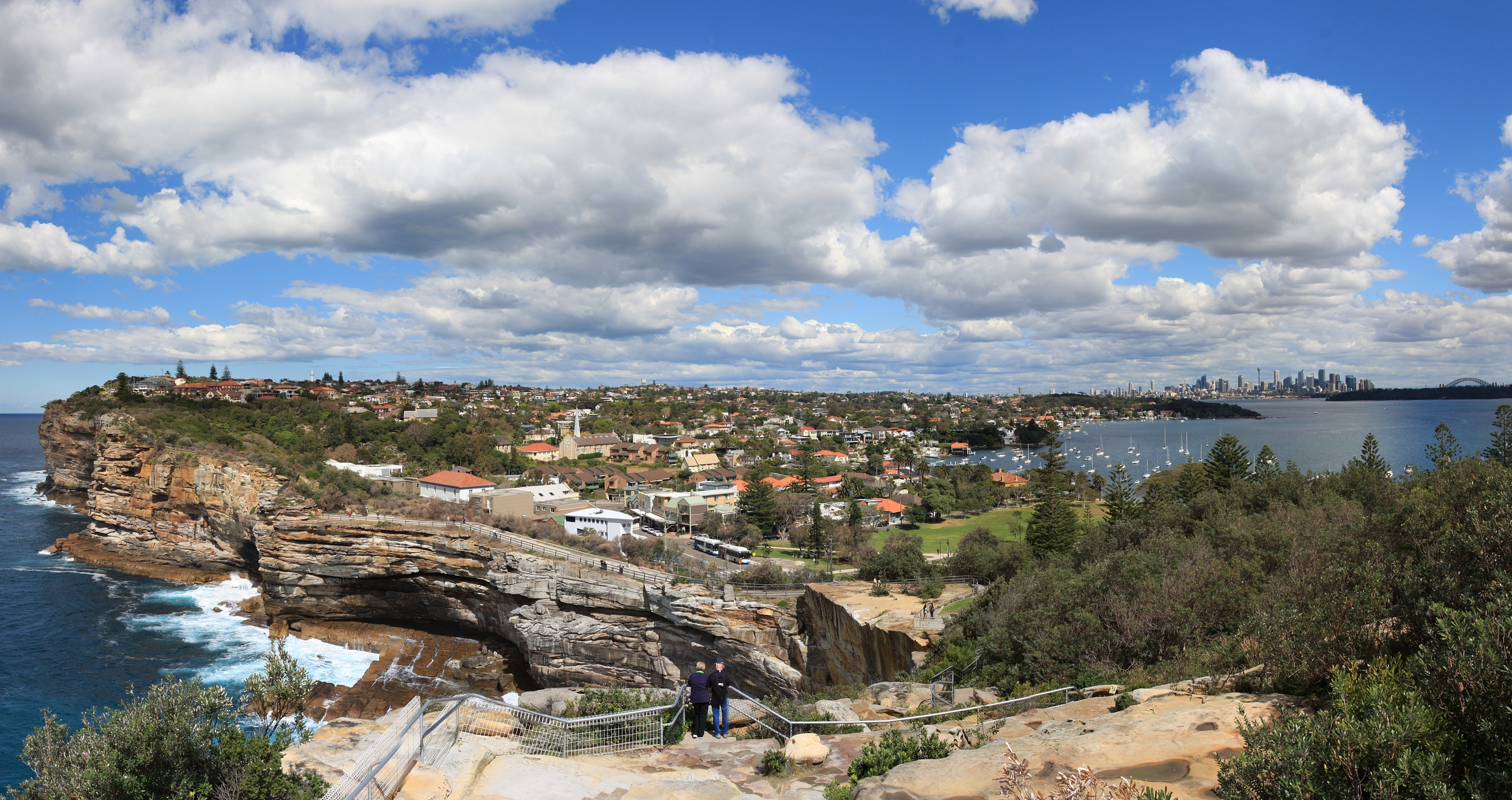

The Gap é um penhasco localizado nos arredores da cidade australiana de Sydney. Estima-se que cerca de 50 pessoas cometem suicídio por ano a partir do penhasco.